# Glacera d'Ossoue
La glacera d'Ossoue és una glacera situada al Pirineu, al Massís del Vinyamala, al vessant nord de la serralada, al departament d'Alts Pirineus, a la regió de Migdia-Pirineus. És l'única glacera pròpiament dita dels Pirineus, ja que aquesta encara té forma de llengua. És la segona glacera més gran del Pirineu, després de la glacera d'Aneto.
Amb una superfície d'unes 46 hectàrees (l'any 2007) s'estén entre 2800 i 3200 metres sobre el nivell del mar. La glacera està envoltada de nombrosos pics de més de 3.000 metres, incloent el Vinyamala i el pic de Montferrat. A mitjan segle xix, la seva àrea va arribar a ser de 110 hectàrees. Actualment però, la seva longitud ha excedit 2 km.
La seva neu i el seu gel són generalment bons al començament de l'estiu, però llavors la seva neu es deteriora ràpidament, depenent de l'any: no és estrany trobar-hi esquerdes al final de l'estiu, sobretot en la seva part sota el Petit Vinyamala.